# Skorodnoje (obwód kurski)
Skorodnoje (ros. Скородное) – wieś (ros. село, trb. sieło) w zachodniej Rosji, w sielsowiecie lubostańskim rejonu bolszesołdatskiego w obwodzie kurskim.

## Geografia
Miejscowość położona jest nad rzeką Skorodnaja, 9,5 km od centrum administracyjnego sielsowietu lubostańskiego (Lubostań), 7,5 km od centrum administracyjnego rejonu (Bolszoje Sołdatskoje), 57,5 km od Kurska.
W granicach miejscowości znajdują się ulice: Ałpiejewka, Bazdariewka, Biriukowka, Bugor, Wygonka, Griaznowka, Kawalewka, Katieniewka, Narykowka, Nowosiołowka, Samsonowka, Sibilewka, Siwierka, Chaninka, Chutor.

## Demografia
W 2010 r. miejscowość zamieszkiwało 476 osób.